# Nenè Mangiacavallo
Nenè Mangiacavallo, all'anagrafe Antonino Mangiacavallo (Ribera, 27 febbraio 1955), è un medico e politico italiano.

## Biografia
Il 31 ottobre 1980 consegue, presso l'Università degli Studi di Palermo, la laurea in Medicina e Chirurgia con il massimo dei voti e la lode. Il 10 dicembre 1983 consegue, sempre presso l'Università palermitana, la specializzazione in Tisiologia e Malattie dell'apparato respiratorio con il massimo dei voti e la lode, ottenendo il premio "V. Fici" per la migliore tesi di specializzazione. È socio dell'Associazione Italiana Pneumologi Italiani e dell'Unione Italiana per la Pneumologia, della quale è stato Vice Presidente. Cresciuto politicamente nella Democrazia Cristiana, è stato Sindaco di Ribera dal 5 marzo 1992 al 18 giugno 1993. Alle elezioni politiche del 1996 viene eletto alla Camera dei deputati nella lista de l'Ulivo del collegio uninominale di Sciacca, in quota Rinnovamento Italiano.
È stato Sottosegretario di Stato per la Sanità dal 10 ottobre 1998 al 25 aprile 2000 nel I e nel II Governo D'Alema e Sottosegretario di Stato per i lavori pubblici nel Governo Amato II dal 4 agosto 2000 fino al termine della Legislatura. Nel 2000 è nominato coordinatore regionale della Sicilia di Rinnovamento Italiano. Alle elezioni politiche del 2001 è ricandidato alla Camera dei deputati nella lista de l'Ulivo del collegio uninominale di Sciacca, ma non viene rieletto. Dal mese di settembre 2007 è Commissario regionale per la Sicilia della L.I.L.T. - Lega Italiana per la Lotta ai Tumori.
Alle elezioni Regionali Siciliane del 2008 è designato come possibile futuro assessore alla Sanità dalla candidata del centrosinistra Anna Finocchiaro, che non risulta eletta. Vicino alle posizioni di Rita Borsellino, nel 2009 aderisce al Partito Democratico ed è candidato alle elezioni primarie come capolista della lista "Con Rita Borsellino Semplicemente Democratici" nel collegio di Agrigento. Successivamente lascia il Partito Democratico. 
Nel 2013 ricopra il ruolo di commissario dell'ospedale San Raffaele di Cefalù.
Nel 2015 si candida Sindaco del Comune di Ribera con una coalizione di liste civiche, arriva al ballottaggio dove però non viene eletto .
Nel luglio 2020 viene nominato Presidente del Consorzio Universitario di Agrigento.

## Proposte di legge presentate come primo firmatario
Di seguito alcune proposte di legge presentate come primo firmatario:
- Nuove norme in materia di iscrizione e di contribuzione dovuta all'Ente nazionale di previdenza e assistenza farmacisti(ENPAF)
- Norme per la sicurezza negli incontri di pugilato
- Abolizione degli esami di idoneità nazionale all'esercizio delle funzioni di direzione e nuove norme per l'esercizio delle funzioni di direzione sanitaria ed amministrativa delle unità sanitarie locali e delle aziende ospedaliere
- Nuove disposizioni in materia di formazione dei medici specialisti
- Norme per la prevenzione dell'asma bronchiale e delle malattie respiratorie
- Esenzione dalla partecipazione alla spesa sanitaria per i soggetti affetti da patologie respiratorie ostruttive
- Norme per l'inquadramento degli ex ispettori del lavoro nell'VIII qualifica funzionale
- Disposizioni in materia di equipollenza della laurea in scienze politiche con la laurea in economia e commercio
- Disposizioni per l'obbligatorietà della certificazione delle parcelle per prestazioni tecniche relative al rilascio di concessioni o autorizzazioni edilizie
- Norme per il riconoscimento del registro italiano dei donatori di midollo osseo
- Istituzione nell'ambito del Servizio sanitario nazionale delle unità operative per la terapia antalgica e le cure palliative
- Disposizioni per incentivare la sostituzione degli apparecchi sanitari obsoleti
- Norme per il riconoscimento della cefalea primaria cronica come malattia sociale